# Ewa Swoboda
Ewa Nikola Swoboda (* 26. Juli 1997 in Żory) ist eine polnische Sprinterin, die sich auf den 100-Meter-Lauf spezialisiert hat. Sie ist Weltrekordhalterin über 60 Meter in der Halle der U20-Altersklasse.

## Sportliche Laufbahn
International nahm Ewa Swoboda 2013 erstmals an den Jugendweltmeisterschaften in Donezk teil und belegte dort über 100 Meter in 11,61 s den vierten Platz. Bei den Juniorenweltmeisterschaften in Eugene im darauffolgenden Jahr überzeugte sie erneut über 100 Meter und belegte mit 11,59 s im Finale den fünften Platz. Über 200 Meter und mit der polnischen 4-mal-100-Meter-Staffel schied sie hingegen in der Vorrunde aus. Anschließend nahm sie an den Olympischen Jugendspielen in Nanjing teil, wurde dort aber wegen eines Fehlstarts disqualifiziert. 2015 nahm sie im 60-Meter-Lauf erstmals an den Halleneuropameisterschaften in Prag teil und stellte dort mit 7,20 s einen neuen U20-Europarekord auf und belegte damit den achten Rang. Während der Freiluftsaison siegte sie bei den Junioreneuropameisterschaften in Eskilstuna in 11,52 s über 100 Meter und gewann mit der Staffel in 45,28 s die Silbermedaille.
In der Hallensaison 2016 gelang Swoboda eine Sensation bei einem Wettkampf in ihrer Heimat. Am 12. Februar verbesserte sie in Toruń die siebzehn Jahre alte U20-Hallenbestmarke über 60 Meter der Nigerianerin Joan Uduak Ekah auf 7,07 s. Sie erhielt im Juni einen Startplatz in der Staffel für die Europameisterschaften in Amsterdam, bei denen sie in 43,24 s den siebten Platz belegte. Anschließend zählte sie bei den U20-Weltmeisterschaften im heimischen Bydgoszcz zu den großen Medaillenhoffnungen. Schlussendlich musste sie sich über 100 Meter nur der herausragenden Candace Hill in 11,12 s geschlagen geben, die einen neuen Meisterschaftsrekord aufgestellt hatte. Mit der polnischen Staffel verfehlte Swoboda in 44,81 s eine weitere Medaille als Vierte nur knapp. Dank ihrer Leistungen qualifizierte sich Swoboda auch für die Teilnahme an den Olympischen Spielen in Rio de Janeiro, bei denen sie über 100 Meter bis in das Halbfinale gelangte und dort mit 11,18 s ausschied, während sie mit der polnischen Stafette mit 44,33 s im Vorlauf ausschied.
2017 gewann sie bei den Halleneuropameisterschaften in Belgrad 7,10 s ursprünglich die Bronzemedaille über 60 Meter hinter der Britin Asha Philip und Olessja Powch aus der Ukraine. Jedoch wurde die Ukrainerin nachträglich des Dopings überführt und Swoboda die Silbermedaille zugesprochen. Anschließend siegte sie bei den U23-Europameisterschaften in Bydgoszcz in 11,42 s über 100 Meter und erreichte mit der Staffel in 44,21 s Rang vier. Über 100 Meter nahm sie erstmals an den Weltmeisterschaften in London teil und schied dort mit 11,35 s im Halbfinale aus. Im Jahr darauf schied sie bei den Hallenweltmeisterschaften in Birmingham über 60 Meter mit 7,25 s im Halbfinale aus, wie auch im August bei den Europameisterschaften in Berlin über 100 Meter mit 11,30 s. Zudem belegte sie dort mit der Staffel in 43,34 s den sechsten Platz. 2019 siegte sie bei den Halleneuropameisterschaften in Glasgow in 7,09 s über 60 Meter, womit sie die erste Polin wurde, die über diese Distanz triumphieren konnte. Anschließend erreichte sie bei den World Relays in Yokohama im Vorlauf nicht das Ziel und bei den U23-Europameisterschaften in Gävle verteidigte sie in 11,15 s erfolgreich ihren Titel über 100 Meter und gewann mit der Staffel in 44,08 s die Bronzemedaille. Ende September erreichte sie bei den Weltmeisterschaften in Doha das Halbfinale über 100 Meter und schied dort mit 11,27 s aus.
2021 verpasste sie verletzungsbedingt die Freiluftsaison und konnte so nicht an den Olympischen Spielen in Tokio teilnehmen. Im Jahr darauf steigerte sie sich in der Halle auf 7,00 s über 60 Meter und siegte anschließend bei den polnischen Hallenmeisterschaften in 6,99 s und blieb damit als erste Athletin seit 2018 unter sieben Sekunden. Sie war damit die Favoritin auf Gold bei den Hallenweltmeisterschaften in Belgrad, verpasste dort aber in 7,04 s als Vierte eine Medaille. Anfang Juni siegte sie in 11,08 s beim Memoriał Janusza Kusocińskiego und anschließend siegte sie in 11,14 s beim Kladno hází a Kladenské memoriály. Im Juli erreichte sie bei den Weltmeisterschaften in Eugene das Halbfinale über 100 Meter und schied dort mit 11,08 s aus und mit der 4-mal-100-Meter-Staffel verpasste sie mit 43,19 s den Finaleinzug. Anschließend belegte sie bei den Europameisterschaften in München in 11,18 s den vierten Platz über 100 Meter und gewann mit der Staffel mit neuem Landesrekord von 42,61 s gemeinsam mit Pia Skrzyszowska, Anna Kiełbasińska und Marika Popowicz-Drapała die Silbermedaille hinter dem deutschen Team. 2023 gewann sie bei den Halleneuropameisterschaften in Istanbul in 7,09 s die Silbermedaille über 60 Meter hinter der Schweizerin Mujinga Kambundji. Im Juni wurde sie bei der 1. Liga der Team-Europameisterschaft im Zuge der Europaspiele in Chorzów in 11,09 s Erste und sicherte sich damit ligenübergreifend die Goldmedaille. Zudem wurde sie mit der Staffel in 42,97 s Zweite und sicherte sich damit die Silbermedaille hinter dem niederländischen Team. Anschließend wurde sie in 10,94 s Dritte beim Memoriał Kamili Skolimowskiej. Bei den Weltmeisterschaften in Budapest belegte sie in 10,97 s im Finale den sechsten Platz und wurde damit beste Europäerin. Zudem belegte sie mit der Staffel in 42,66 s den fünften Platz. Im Jahr darauf erreichte sie bei den Hallenweltmeisterschaften in Glasgow das Finale über ihre Paradestrecke und sicherte sich dort in 7,00 s die Silbermedaille über 60 Meter hinter der Lucianerin Julien Alfred. Im Mai kam sie bei den World Athletics Relays auf den Bahamas in der Finalrunde über 4-mal 100 Meter nicht ins Ziel, sicherte sich aber durch die gute Vorlaufleistung einen Startplatz für die Staffel bei den Olympischen Spielen in Paris. Im Juni gewann sie bei den Europameisterschaften in Rom in 11,03 s die Silbermedaille über 100 Meter hinter der Britin Dina Asher-Smith und kam mit der Staffel im Finale erneut nicht ins Ziel. Im Juli wurde sie beim Meeting de Paris in 11,16 s Dritte über 100 Meter, ehe sie im August bei den Olympischen Sommerspielen in Paris mit 11,08 s im Halbfinale ausschied. Zudem verpasste sie im Staffelbewerb mit 42,86 s den Finaleinzug.
2025 erreichte sie bei den Halleneuropameisterschaften in Apeldoorn das Finale über 60 Meter und belegte dort in 7,06 s den vierten Platz und kurz darauf wurde sie bei den Hallenweltmeisterschaften in Nanjing in 7,07 s ebenfalls Vierte.
In den Jahren von 2016 bis 2020 sowie von 2022 bis 2024 wurde Swoboda polnische Meisterin im 100-Meter-Lauf sowie 2015, von 2017 bis 2019 sowie von 2021 bis 2025 auch Hallenmeisterin über 60 Meter. Zudem siegte sie 2020 in der 4-mal-100-Meter-Staffel im Freien.

## Persönliche Bestleistungen
- 100 Meter: 10,94 s (+0,2 m/s), 16. Juli 2023 in Chorzów
  - 60 Meter (Halle): 6,98 s, 2. März 2024 in Glasgow (polnischer Rekord)
- 200 Meter: 23,79 s (+0,3 m/s), 17. Juni 2018 in Linz
  - 200 Meter (Halle): 24,55 s, 12. Januar 2014 in Spała